# Sumina (wieś)
Sumina (niem. Summin, daw. Sumin/Suminiec) – wieś w Polsce, położona w województwie śląskim, w powiecie rybnickim, w gminie Lyski.
W latach 1975–1998 miejscowość administracyjnie należała do województwa katowickiego.
Przez miejscowość przepływa niewielka struga Sumina, dopływ Rudy.

## Historia
Wieś związana była w średniowieczu ze starym rodem Raszczyców. Miejscowość istnieje co najmniej od początku XV wieku – w jednym ze źródeł natrafiono na wzmiankę o rycerzu Michale z Suminy, który szedł na Grunwald.
Na przełomie wieków XVIII i XIX Sumina była w posiadaniu rodziny śląskiego poety Józefa von Eichendorffa.

## Komunikacja

### Transport autobusowy
We wsi znajduje się przystanek Sumina Centrum obsługiwany przez Komunikację Miejską w Rybniku.
Liniami 27, 29, 36 można się dostać m.in. do Lysek, Czernicy, Centrum Rybnika i Chwałowic.

### Transport kolejowy
W Suminie znajduje się węzłowa stacja kolejowa Sumina oraz przystanek osobowy Sumina Wieś, zapewniające miejscowości połączenia kolejowe między innymi z Rybnikiem, Katowicami, Raciborzem, Kędzierzynem-Koźlem i Pszczyną.

## Urodzeni w Suminie
- Edward Rybarz – polski działacz polityczny na Śląsku, naczelnik gminy Łagiewniki Śląskie, poseł na Sejm Śląski[7].